# Percyna
Percyna is een geslacht van rechtvleugeligen uit de familie sabelsprinkhanen (Tettigoniidae). De wetenschappelijke naam van dit geslacht is voor het eerst geldig gepubliceerd in 1964 door Grant.

## Soorten
Het geslacht Percyna  is monotypisch en omvat slechts de volgende soort:
- Percyna zebrata (Brunner von Wattenwyl, 1891)